# Utopia (fumetto)
Utopia è una miniserie che intreccia le testate Dark Avengers e Uncanny X-Men a cominciare dall'albo fuori collana Dark Avengers/Uncanny X-Men: Utopia. Pubblicato dalla Marvel Comics fra il giugno e il settembre 2009, la storia prende avvio durante la rivolta mutante contro la proposta di legge per controllarne i cicli riproduttivi obbligando Norman Osborn a prendere in mano la situazione.

## Storia editoriale
Il filone narrativo principale corre attraverso le serie Dark Avengers e Uncanny X-Men, cominciando e terminando con due albi speciali fuori collana intitolati rispettivamente Utopia ed Exodus. La sceneggiatura dell'intera opera è affidata a Matt Fraction, già alle redini di Uncanny X-Men, che sostituisce temporaneamente Brian Michael Bendis al timone di Dark Avengers; mentre i disegni sono opera di Marc Silvestri per l'albo Utopia, Terry Dodson per Uncanny X-Men, Luke Ross per Dark Avengers, Mike Deodato Jr. e Terry Dodson per Exodus.
Per meglio comprendere la genesi del nuovo gruppo mutante e le ragioni che hanno portato ciuscun membro a farvi parte è stato deciso di pubblicare contemporaneamente anche una miniserie di tre numeri intitolata Dark X-Men: The Beginning le cui sceneggiature sono state scritte principalmente da Paul Cornell e James Asmus affiancati da numerosi artisti.
Principale tie-in del crossover è la storia parallela apparsa su X-Men: Legacy, scritta da Mike Carey, che mostra lo scontro fra X-Men e Vendicatori dal punto di vista di Rogue, Danger e Gambit.
La trama principale condurrà e concluderà definitivamente questo capitolo della storia mutante con l'albo fuori collana Dark Reign: The List - X-Men, anch'esso sceneggiato da Fraction per i disegni di Alan Davis. Le conseguenze legate all'operato di Emma Frost all'interno della Cabala di Osborn, invece, verranno affrontate nell'altro albo fuori collana Dark X-Men: The Confession, sceneggiato da Chris Yost e Craig Kyle.

## Trama

### Capitolo I
Quando la marcia di Umanità Ora! guidata da Simon Trask, con l'obiettivo di sensibilizzare l'opinione pubblica circa la proposta di legge sul controllo delle nascite mutanti, incontra i manifestanti del fronte opposto guidato da Bestia, Dazzler e Northstar comincia un confronto verbale sfociato grazie a Satiro, istigato da alcuni manifestanti, in una rissa e sedata solo dall'intervento della polizia che arresta e porta via molti rivoltosi, fra cui Bestia. Mentre Ciclope ed Emma Frost vengono ricevuti dal sindaco, Norman Osborn atterra a San Francisco poco prima che scoppi un nuovo focolaio di protesta al Castro dove gli animi si scaldano ulteriormente dopo che alcune molotov vengono lanciate contro i manifestanti mutanti. Mobilitati, gli X-Men si sparpagliano per la città sedando le risse con l'aiuto dalle forze dell'ordine, mentre Osborn e i suoi Vendicatori mettono a punto un piano di contenimento della minaccia mutante: Ms. Marvel viene inviata al Castro a reprimere i manifestanti, Uomo Ragno alla Hayes Valley ad affrontare Colosso, Occhio di Falco coadiuva la polizia all'Embarcadero e Ares sorveglia il municipio. Ad Alcatraz, intanto, Osborn convoca Emma Frost e le suggerisce di prendere in mano la situazione prima che tutto vada a rotoli: indossata un'uniforme nera Emma accetta il compito propostole. Nelle celle, Bestia viene avvicinato telepaticamente da uno Xavier prigioniero mentre Osborn spalleggiato da un altro Xavier presenta alla stampa Ciclope e gli X-Men come rivoltosi e li invita a consegnarsi alle autorità.
Di ritorno dall'Australia Rogue, Gambit e Danger vengono prelevati da Pixie e teleportati a San Francisco dove Ciclope affida loro il compito di ritrovare alcuni mutanti scomparsi durante i disordini cittadini. Impegnata a sondare la mente di un agente H.A.M.M.E.R. per scoprire la posizione di Indra, Rogue viene colta di sorpresa da Ms. Marvel che la impegna in combattimento finché con uno stratagemma non riesce a fuggire. Nel mentre, Gambit viene soccorso da Ariel e Onyxx che portano in salvo Trance, Dragoness e Toad lasciandolo libero di raggiungere uno dei tanti focolai di protesta per far allontanare i manifestanti. Tuttavia con l'arrivo di Ares si vede costretto ad iniziare uno scontro dal quale esce vivo grazie all'apparizione di Rogue che toccando il dio greco assorbe una quantità di energia di molto superiore alle sue forze e che solo tramite l'aiuto di Danger riesce a controllare e reindirizzare contro Ares. Contattati dalle Naiadi di Stepford i tre requisiscono un veicolo H.A.M.M.E.R. e si dirigono verso l'ultima posizione di Trance, mai arrivata alla base. Raggiuntala, Rogue cerca in tutti i modi di calmarla di modo che il suo potere, impazzito dopo il trauma dovuto alla folgorazione di un taser, possa ritornare sotto controllo e permetterle di ritornare alla base. Tuttavia, le due vengono interrotte nuovamente da Ms. Marvel che dopo aver sconfitto Gambit e Danger riprende lo scontro con Rogue da dove era stato interrotto. Ormai capace di dominarsi, Trance soccorre l'amica messa in difficoltà dall'intangibiltà dell'avversaria riuscendo a sconfiggerla e permettendo a Pixie di riportare tutti a Greymalkin.

### Capitolo II
Mentre in città si susseguono gli scontri fra mutanti e forze dell'ordine, gli X-Men riparano alle Graymalkin Industries attendendo la prossima mossa di H.A.M.M.E.R. inconsapevoli che ad Alcatraz Osborn mostra ad Emma Frost il team di X-Men con il quale dovrà porre fine alla rivolta cittadina: Mimo, Daken, Cloak e Dagger, Arma Omega e Bestia Nera sono stati tutti selezionati seguendo un particolare disegno politico volto a riabilitare il nome dei mutanti presentandoli come il nuovo volto della legge e dell'ordine. Benché scettica che tale manovra possa davvero funzionare, Emma mostra tutto il proprio disappunto quando le viene rivelato che il professor Xavier apparso al fianco di Norman durante le precedenti interviste altri non è che Mystica ora al soldo del governo grazie ad un particolare dispositivo correttivo capace di trasformarla in una bomba umana al minimo segno di tradimento. Non fidandosi completamente, Emma decide di fare un'ulteriore aggiunta invitando il sovrano di Atlantide Namor ad unirsi al gruppo poco prima della presentazione ufficiale alla stampa trasmessa in tutta la città e vista anche dai residenti di Graymalkin, che l'accusano tra di loro di averli traditi ed essersi schierata dalla parte del governo. Intanto in uno dei bar del Sunset, Satiro riunisce Match, Lorelei, Valanga, Adam X, Sunspot e Meld progettando di violare il comprifuoco imposto da Emma per svelare al mondo intero la politica fascista del governo: raggiunta Union Square, Match ne fa esplodere una buona parte fino a quando l'arrivo degli X-Men governativi non dà inizio ad uno scontro terminato con l'arresto di tutti i rivoltosi. Deciso a parlare con Osborn, Ciclope raggiunge Alcatraz e gli chiede di arrendersi e lasciare la città e vedendosi opporre un rifiuto categorico non può fare a meno di andare via affermando di averci almeno provato. Nelle celle, Bestia dopo essere stato sottoposto al trattamento della Macchina Omega si ritrova sempre più debole e dolorante, mentre all'interno di una suite i Vendicatori si lamentano dell'inattività forzata a cui sono sottoposti in favore degli X-Men e della loro opera di pubbliche relazioni atta a consolidare le strategie scelte da H.A.M.M.E.R. per contrastare la crisi. Tornati alla base, Emma impedisce a Daken di maltrattare uno dei prigionieri ed impone a Osborn e Bestia Nera di mostrarle gli effetti della Macchina Omega sui mutanti e le condizioni in cui vengono detenuti: mentre il secondo la rassicura sugli effetti non letali della procedura, tenendole nascosti gli effetti deleteri sull'organismo, il primo le mente garantendole che Bestia non è fra i prigionieri detenuti nella struttura. Benché nella sua forma adamantina, Emma viene contattata da Xavier, detenuto in una delle celle, ed informata delle vere azioni di Osborn e del trattamento inumano riservato ai prigionieri. Al St. Francis Hospital, intanto, la Sentinella Umana Simon Trask fomenta gli animi già infettati dalla sua programmazione a sterminare tutti i mutanti.

### Capitolo III
Invasi dalle Sentinelle Umane e sorvegliati dal governo i mutanti residenti a San Francisco si trovano assediati. Per far fronte ad entrambe le minacce Ciclope riunisce alcuni X-Men affidando loro diversi compiti: Dani Moonstar viene inviata a Las Vegas, a Domino viene chiesto di raggruppare la sua squadra e attendere l'arrivo di Wolverine e a Mindee Cuckoo di farsi arrestare. Ad Alcatraz, lo scontro fra X-Men e Vendicatori guidati da Daken e Occhio di Falco viene interrotto dall'arrivo di Emma che ordina a Cloak di trasportare tutti in città per porre fine ai disordini causati dalle Sentinelle. Dopo aver appreso che la programmazione di Trask aveva completamente eliminato tutte le caratteristiche umane dai soggetti infettati, Emma ordina alla sua squadra di eliminare la minaccia inconsapevole del fatto che Ciclope ed altri X-Men li osservino per carpire il loro punto debole. Intanto nella baia di Oakland Domino, Warpath, X-23 e Magik accolgono Wolverine di ritorno da New York; mentre immersi poco fuori la costa del pacifico Psylocke e l'X-Club, a bordo di un sottomarino, si preparano alla fine degli X-Men a San Francisco riportando in superficie uno dei tanti Asteroidi M di Magneto. Arrestato Trask gli X-Men di Osborn si dedicano a ristabilire l'ordine in città arrestando mutanti e criminali, lasciando libero Bestia Nera di continuare i suoi esperimenti sui mutanti imprigionati ad Alcatraz incanalando attraverso la Macchina Omega la loro energia vitale per potenziare Arma Omega, ormai dipendente dal processo. Riuscita a penetrare all'interno del quartier generale grazie all'aiuto di Mindee, X-Force si scontra con Bestia Nera prima che questi venga soccorso dagli X-Men governativi. Durante il confronto, Emma e Namor mettono fuori combattimento Daken e Mimo rivelando il loro doppio-gioco e mentre Magik teleporta via i prigionieri la prima offre a Cloak e Dagger la possibilità di unirsi agli X-Men giusto in tempo per lasciare Alcatraz e raggiungere l'Asteroide M, rinominato Utopia, ora completamente emerso nella Baia di San Francisco. Mentre Ciclope annuncia in diretta TV la fondazione di una nazione mutante al di fuori dalla giurisdizione degli Stati Uniti, Osborn raduna i Vendicatori e ciò che resta dei suoi X-Men per attaccare l'isola e porre fine alla minaccia mutante.

### Capitolo IV

Disegni di Steve McNiven.

Presi d'assalto nella loro nuova fortezza gli X-Men seguendo gli ordini di Ciclope si dividono in squadre per meglio affrontare i Vendicatori: Necra, Bling! e Frenzy si vendicano dei passati soprusi subiti da Ms. Marvel al Castro; Colosso riprende il suo scontro con l'Uomo Ragno e mentre Arcangelo ne inizia uno con Occhio di Falco, Namor costringe Sentry a lottare lontano da Utopia dando il tempo a Dani Moonstar (di nuovo in possesso dei suoi poteri di Valchiria dopo il viaggio a Las Vegas e l'intercessione presso Hela) di ingaggiare battaglia con Ares. Fomentato dalla sua stessa rabbia contro Ciclope per averlo ridicolizzato attraverso i media, Osborn decide di occuparsi personalmente del leader mutante lasciando i suoi X-Men liberi di agire: Arma Omega viene subito preso di mira da un rancoroso Wolverine ansioso di vendicare i membri di Alpha Flight da lui uccisi; Daken ingaggia battaglia con X-23, Pixie e Corazza solo per essere sconfitto e mentre Bestia Nera riesce a ferire Northstar e Dazzler prima di essere messo fuori gioco da Psylocke, Dr. Nemesis e Madison Jeffries, Mimo viene sovraccaricato dai poteri dei New X-Men per essere poi costretto alla resa da Uomo Ghiaccio. Mentre infuria la battaglia, Emma si reca nell'infermeria dell'isola chiedendo l'aiuto di Xavier per penetrare la mente di Sentry dove riesce a liberare la personalità di Bob Reynolds costringendolo a rifuggire la sua nemesi Void e a lasciare Utopia e la Terra, pagando però a caro prezzo quest'atto: a causa di un minuscolo frammento di Void rimasto nel suo corpo, per impedirgli di accedere ai suoi poteri psichici, è costretta a rimanere bloccata nella sua forma di diamante incapacitata a provare qualsiasi sentimento. Sul campo di battaglia Osborn si rende infine conto di aver definitivamente perso il controllo della situazione e, accettando il suggerimento di Ms. Marvel consistente nell'uccidere tutti i mutanti in diretta TV o andarsene, recuperati i suoi X-Men e i Vendicatori abbandona l'isola. Alla conferenza stampa tenutasi qualche ora più tardi manipolando l'informazione mediatica fa credere alla nazione di aver finalmente debellato il problema mutante costringendoli a rifugiarsi su un lembo di terra poco fuori la giurisdizione americana. Ad Utopia, intanto, Ciclope ed Emma contemplano il risultato delle loro azioni sperando che la vita sull'isola non si trasformi in un'esperienza catastrofica come già avvenuto a Genosha.

## Epiloghi

### The Confession
Dopo l'interruzione notturna di Bestia, di qualche settimana precedente all'inizio della rivolta mutante a San Francisco, Emma e Scott litigano a proposito dei segreti che si nascondono a vicenda quando il secondo tenta di rivelarle i propri. Lasciata la camera da letto, la mattina seguente Scott viene informato da alcuni studenti che Emma non si trova più nell'edificio ed un biglietto lasciato sul comodino lo informa che è andata a New York con l'intenzione di uccidere una persona. Disperato, ordina alle Naiadi di rintracciarla prima di aprire la porta principale delle Greymalkin Industries e ritrovarsela davanti con la valigia in mano ed il desiderio di confessargli i suoi segreti. Raggiunta la sala di Cerebra, Emma entra nella mente di Scott e mentre lui le rivela la parte giocata nella costituzione della nuova X-Force e gli obiettivi uccisi da essa per suo ordine, lei gli mostra la sua adesione alla Cabala di Osborn, le varie relazioni con personaggi influenti come Namor e Tony Stark che a causa sua non lo rispettano, i traviamenti fatti ai suoi Satiri anni addietro nonché la parte avuta nella morte della sorella Adrienne. Ritornati alla realtà i due si perdonano a vicenda dichiarandosi nuovamente il proprio amore e ripromettendosi di non tenere più segreti.

### La Lista - X-Men
Infuriato per il tradimento di Namor, Osborn decide di vendicarsi utilizzando la sua ex-moglie Marrina ora tramutata in una creatura degli abissi molto simile ad un leviatano. Distrutte decine di colonie atlantidee sparse per gli oceani, la minaccia viene riportata agli X-Men dallo stesso Namor che solo dopo l'insistenza di Emma Frost accetta l'aiuto dei mutanti: teleportati tutti gli atlantidei nell'emisfero australe, si offre come esca per attirare Marrina (identificata grazie all'aiuto delle Naiadi di Stepford) e fare in modo che Uomo Ghiaccio la intrappoli congelandola cosicché Surge e Nightcrawler possano metterla fuori combattimento con alcune scariche elettriche ed una bomba. Indebolitala, Namor si fa carico del corpo e dopo averlo portato alla Fossa delle Marianne per ucciderla, ne scaglia il teschio contro l'ufficio di Osborn a New York City. Minacciatolo di morte se avesse riprovato a toccare qualcuno a lui caro, ritorna ad Utopia nuova casa per i mutanti e gli atlantidei.

### La Lista - Wolverine
Interessato all'acquisizione delle tecnologie sviluppate nel Mondo, Osborn invia sul campo una squadra di sperimentali Deathlok per prenderne il controllo. Informato di ciò da alcune fonti Noh-Varr chiede l'aiuto di Wolverine per impedire che il suo ex-boss riesca nel suo piano ed insieme si dirigono al Mondo dove vengono subito attaccati da un esercito di fedeli creati da Arma XVI, la religione vivente. Soccorso da Fantomex, Noh-Varr si lascia da lui guidare al centro operativo dell'esercito mentre Wolverine viene condizionato in modo da ingrossare le file di Arma XVI. Giunti al cervello del Mondo, ora senziente, mentre Fantomex si occupa di tenere a bada l'esercito di fedeli Noh-Varr disabilita Arma XVI baciandolo e mostrandogli un po' di affetto e compassione. Ritornato alla normalità, Wolverine affianca gli altri due nello scontro con i Deathlok di Osborn, sconfiggendoli e facendo fallire i suoi piani di conquista.

## Protagonisti
| Oscuri Vendicatori (Leader: Iron Patriot) | Oscuri X-Men (Leader: Regina Nera) | X-Men (Leader: Ciclope) |
| --- | --- | --- |
| - Norman Osborn (nel ruolo di Iron Patriot) - Moonstone (nel ruolo di Ms. Marvel) - Bullseye (nel ruolo di Occhio di Falco) - Daken (nel ruolo di Wolverine) - Noh-Varr (nel ruolo di Capitan Marvel) - Venom - Mac Gargan (nel ruolo dell'Uomo Ragno) - Ares - Sentry | - Regina Nera - Namor - Dagger - Cloak - Mimo (Calvin Rankin) - Bestia Nera - Mystica (inizialmente con l'aspetto di Charles Xavier) - Arma Omega - Daken (nel ruolo di Wolverine) | - Ciclope - Professor X (catturato da H.A.M.M.E.R.) - Bestia (catturato da H.A.M.M.E.R.) - Colosso - Uomo Ghiaccio - Nightcrawler - Arcangelo - Emma Frost - Corazza - Moonstar - Magik - Naiadi - New X-Men - X-Force |

## Pubblicazione

### Utopia
- Capitolo 1
  - Dark Avengers/Uncanny X-Men: Utopia (giugno 2009, in USA)
  - Comics U.S.A. n. 40 (maggio 2010, in Italia)
- Capitolo 2
  - Uncanny X-Men n. 513 (luglio 2009, in USA)
  - Gli Incredibili X-Men n. 239 (maggio 2010, in Italia)
- Capitolo 3
  - Dark Avengers n. 7 (luglio 2009, in USA)
  - Gli Incredibili X-Men n. 239 (maggio 2010, in Italia)
- Capitolo 4
  - Uncanny X-Men n. 514 (agosto 2009, in USA)
  - Gli Incredibili X-Men n. 240 (giugno 2010, in Italia)
- Capitolo 5
  - Dark Avengers n. 8 (agosto 2009, in USA)
  - Gli Incredibili X-Men n. 240 (giugno 2010, in Italia)
- Capitolo 6
  - Dark Avengers/Uncanny X-Men: Exodus (settembre 2009, in USA)
  - Comics U.S.A. n. 41 (giugno 2010, in Italia)

### Tie-in
- Dark X-Men: The Beginning n. 1 (luglio 2009, in USA)

In Italia, le tre storie di questo albo sono state scorporate in:
1. Namor / Norman (Paul Cornell, Leonard Kirk) su Comics U.S.A. n. 40 (maggio 2010)
2. Nimic (James Asmus, Jesse Delperdang) su Comics U.S.A. n. 40 (maggio 2010)
3. Dark Beast (Shane McCarthy, Ibraim Roberson) su Gli Incredibili X-Men n. 238 (aprile 2010)

- Dark X-Men: The Beginning n. 2 (luglio 2009, in USA)

In Italia, le tre storie di questo albo sono state scorporate in:
1. The Temptation Of Cloak And Dagger (Paul Cornell, Leonard Kirk) su Comics U.S.A. n. 40 (maggio 2010)
2. Weapon Omega (Marc Bernardin, Adam Freeman, Michel Lacombe) su Comics U.S.A. n. 40 (maggio 2010)
3. I Am Daken (Rob Williams, Paco Diaz Luque) su Comics U.S.A. n. 40 (maggio 2010)

- X-Men: Legacy n. 226 (luglio 2009, in USA)

In Italia, la storia di questo albo è stata scorporata in:
1. Suppressing Fire 01 di 02 (Mike Carey, Dustin Weaver) su Gli Incredibili X-Men n. 239 (maggio 2010)

- Dark X-Men: The Beginning n. 3 (agosto 2009, in USA)

In Italia, le tre storie di questo albo sono state scorporate in:
1. Hidden Depths (Paul Cornell, Leonard Kirk) su Comics U.S.A. n. 41 (giugno 2010)
2. Get Mystique (Slight Return) (Jason Aaron, Jock) su Comics U.S.A. n. 41 (giugno 2010)
3. The One Who Got Away (Simon Spurrier, Paul Davidson) su Comics U.S.A. n. 41 (giugno 2010)

- X-Men: Legacy n. 227 (agosto 2009, in USA)

In Italia, la storia di questo albo è stata scorporata in:
1. Suppressing Fire 02 di 02 (Mike Carey, Dustin Weaver) su Gli Incredibili X-Men n. 240 (giugno 2010)

- Dark Reign: The List - X-Men (settembre 2009, in USA)

In Italia, le storie di questo albo sono state scorporate in:
1. senza titolo (Matt Fraction, Alan Davis) su Marvel Miniserie n. 105 (luglio 2010)
2. Ristampa di Dead Man Walking (Matt Fraction, Sam Kieth, agosto 2005 in USA) su Wolverine n. 221 (giugno 2008)

- Dark X-Men: The Confession (settembre 2009, in USA)

In Italia, la storia di questo albo è stata scorporata in:
1. senza titolo (Craig Kyle, Chris Yost, Bing Cansino) su Comics U.S.A. n. 41 (giugno 2010)

- Dark Reign: The List - Wolverine (ottobre 2009, in USA)

In Italia, le storie di questo albo sono state scorporate in:
1. All We Want Is The World And Everything In It (Jason Aaron, Essad Ribic) su Marvel Miniserie n. 105 (luglio 2010)
2. Ristampa di A Good Man (Jason Aaron, Udon Studios, giugno 2002 in USA) su Marvel Miniserie n. 105 (luglio 2010)